# Bolos från Mendes
Bolos från Mendes (grekiska: Βῶλος) var en grekisk filosof, skriftställare och tidig alkemist verksam i Egypten under 200-talet f.Kr. 
Bolos från Mendes var en pytagoréisk filosof av Demokritos skola. Hans verk är endast kända genom senare citat och referenser. Man vet dock att dessa behandlade främst farmakologi och magi, och han räknas som den tidigaste författaren inom hellenistisk alkemi. Han skrev även ett historiskt verk, och samlingsverket Thaumasia om allsköns märkligheter blev förebild för många liknande skrifter av senare författare. Bolos identitet är något oklar då Suda hävdar att det var två olika personer, den ena en pytagoréisk filosof i Mendes och den andra en följare av Demokritos som skrev medicinska verk, medan Columella anser att det rör sig om en individ. Dessutom har ett av hans verk, Om sympatier och antipatier, senare tillskrivits Demokritos. Eftersom han refererar till Theofrastos verk om växter vet man att han levde efter denne.
Bolos tros vara mannen bakom Pseudo-Demokritos skrift Physica et Mystica. Detta verk behandlar rödfärgning, chrysopoeia och konsten att göra silver. Förutom ett par mystiska böner innehåller boken i första hand recept på olika metoder för att färga metaller genom till exempel förgyllning eller blekning. Ett sådant recept kan se ut så här:[källa behövs]
"Man utsläcker kvicksilver genom att kombinera det med en annan metall, eller genom att förena det med svavel eller arseniksulfid, eller genom att sammanföra det med vissa jordaktiga fasta ämnen. Man utbreder denna smet på koppar för att bleka det.  Genom att tillägga elektrum eller guld i pulverform, får man en metall som är guldfärgad. Alternativt bleker man koppar med arseniksammansättningar eller sönderdelad cinnober."[källa behövs]
Bolos av Mendes skrifter representerar, tillsammans med den s.k. Leyden-papyrusen, den allra tidigaste alkemin, som var helt och hållet praktiskt inriktad. Först med Zosimos av Panopolis får alkemin en verkligt mystisk inriktning. Skrifter av Bolos av Mendes finns utgivna i Marcellin Berthelots Collection des Anciens Alchimistes Grecs.[källa behövs]